# Luis Bustamante
Luis Andrés Paredes Busatamante (Arauca, 13 giugno 2001) è un calciatore colombiano, attaccante del Millonarios.

## Carriera
Cresciuto nel settore giovanile del Millonarios, entra a far parte della prima squadra nella stagione 2023. Il 24 maggio mette a segno la sua prima rete internazionale, in occasione dell'incontro di Coppa Sudamericana vinto per 3-1 contro gli uruguaiani del Peñarol.